# Fettuccine Alfredo
Le fettuccine Alfredo (o pasta all'Alfredo) sono un piatto a base di pasta originario dell'Italia, sebbene la sua popolarità moderna derivi dalle varianti adattate ai gusti statunitensi. Nella ricetta tradizionale, le fettuccine erano guarnite con solo burro e parmigiano. Tuttavia, con la sua esportazione negli Stati Uniti, il nome cambiò in fettuccine Alfredo e alla ricetta furono aggiunti altri ingredienti, come panna, crema (heavy cream), broccoli o pollo. Queste varianti hanno avuto ampia diffusione nella cucina nordamericana.
In Italia, le fettuccine burro e parmigiano o fettuccine al triplo burro sono un piatto comunemente cucinato secondo la ricetta originale.
Lo sciogliersi sul burro (molto cremoso) del formaggio abbondante, almeno 60g a persona, crea un'emulsione che forma un rivestimento sulla pasta.

## Storia
Le fettuccine al burro e formaggio, con l'aggiunta di spezie varie, vengono citate per la prima volta nel XV secolo nel Libro de arte coquinaria del maestro Martino da Como, un cuoco del nord Italia attivo a Roma. Il nome del piatto, "maccaroni romaneschi", tradisce le sue origini romane. Il piatto acquistò ben presto notorietà in Italia e all'estero.
Le fettuccine Alfredo furono riscoperte dal ristoratore Alfredo Di Lelio (1883-1959) a Roma nel 1908 o, secondo altre fonti, nel 1914 e divennero popolari negli anni 1920, menzionate in una dedica di Ettore Petrolini datata 1927 presente nel primo libro degli ospiti del ristorante. Sarebbero divenute popolari negli Stati Uniti dopo essere state servite durante il viaggio di nozze di Douglas Fairbanks e Mary Pickford, di passaggio a Roma nel 1920. Nella ricetta originale le fettuccine sono significativamente sottili, tali da consentire una cottura molto rapida (1-2 minuti).

## Diffusione e varianti
Le fettuccine Alfredo sono diventate un piatto molto diffuso nei ristoranti italoamericani degli Stati Uniti e simbolo di "italianità"; la ricetta però non è quella del ristorante romano di Alfredo Di Lelio, bensì una variante che comporta l'uso di panna in sostituzione del burro cremoso previsto originariamente, e occasionalmente anche altri ingredienti, come broccoli o petto di pollo, non presenti nella ricetta tradizionale.